# Fabien Grellier
Pour les articles homonymes, voir Grellier.
Fabien Grellier, né le 31 octobre 1994 à Aizenay (Vendée), est un coureur cycliste français. Il évolue au sein de l'équipe TotalEnergies depuis 2016.

## Biographie

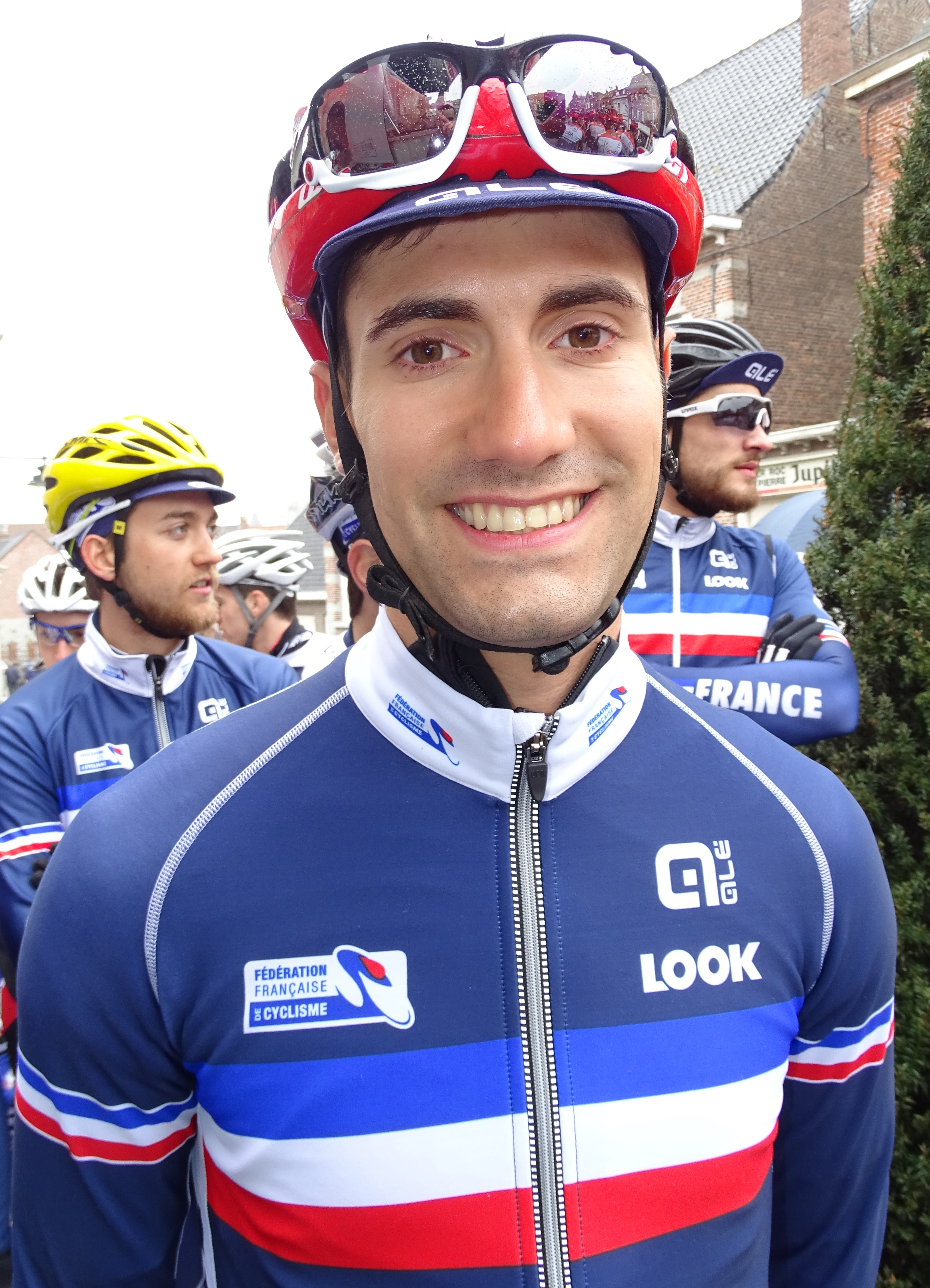
Fabien Grellier lors du départ de la 1re étape du Triptyque des Monts et Châteaux 2015 à Antoing.

### Direct Energie
Le 15 septembre 2015, la presse sportive annonce que Fabien Grellier et ses coéquipiers Romain Cardis et Jérémy Cornu deviennent professionnels au sein de l'équipe française Direct Énergie, ex-Europcar. 

#### Saison 2016
Il étrenne son nouveau maillot sur le Grand Prix d'ouverture La Marseillaise qu'il termine hors-délais. Au mois d'avril, il découvre ses premières épreuves WorldTour, Paris-Roubaix, l'Amstel Gold Race et Liège-Bastogne-Liège (abandon sur les trois épreuves).

#### Saison 2017
Il se classe deuxième de la Roue tourangelle derrière Flavien Dassonville et monte pour la première fois sur le podium d'une épreuve professionnelle. Il est par la suite retenu par ses directeurs sportifs pour participer à trois classiques WorldTour, l'Amstel Gold Race, la Flèche Wallonne (110e) et Liège-Bastogne-Liège (82e). En juillet, il est présélectionné par Cyrille Guimard pour participer aux championnats d'Europe de cyclisme sur route. S'il n'est pas retenu dans la liste finale, il se distingue le 30 juillet sur la Polynormande, y prenant la 9e place.

#### Saison 2018
En mars, il prend part à son premier Paris-Nice et endosse notamment le maillot à pois au terme de la 6e étape. Un mois plus tard, on le retrouve 7e du Tour du Finistère. La semaine suivante, il participe à Liège-Bastogne-Liège (114e) pour la troisième année consécutive. Échappé lors de la troisième étape du Tour de Suisse, il reçoit le prix de la combativité. Sa progression est récompensée par une sélection pour le Tour de France. Il est ainsi retenu pour apporter ses qualités en montagne et sur le plat ainsi que pour ses capacités à effectuer de longs raids en échappée et à se mettre au service du collectif.

#### Depuis 2019
Membre de l'échappée matinale lors de l'étape reine du Tour d'Oman, il n'est repris que dans les 100 derniers mètres par Alexey Lutsenko, le privant de sa première victoire chez les professionnels. En mars, il participe à son premier Milan-San Remo. Il se distingue de nouveau au travers d'échappées lors de la deuxième et de la cinquième étape du Tour de Suisse ou encore lors de la sixième étape de son deuxième Tour de France. Le 31 octobre, son équipe annonce la prolongation de son contrat pour les saisons 2020 et 2021.
Après son échappée lors de la première étape du Tour de France 2020, il porte pendant une étape le maillot à pois du leader du classement de la montagne.
En août 2022, TotalEnergies annonce l'extension du contrat de Grellier jusqu'en fin d'année 2024.

## Palmarès et classements mondiaux

### Palmarès amateur
| - 2012 - 1re étape des Boucles du Canton de Trélon (contre-la-montre) - Tour du Canton de Montguyon - Flèche Plédranaise - 2e des Boucles du Canton de Trélon - 3e du Circuit du Bocage vendéen - 2013 - Boucles Talmondaises - Tour de Mareuil-Verteillac-Ribérac : - Classement général - 2e étape - 2014 - 3e étape du Tour de Seine-Maritime (contre-la-montre par équipes) - 2e de Manche-Atlantique - 2e de Paris-Chalette-Vierzon - 3e de Vendée les 3 Rivières - 3e du Tour de Seine-Maritime | - 2015 - 3e étape du Circuit des plages vendéennes - Manche-Atlantique - Flèche de Locminé - 2e étape de La SportBreizh - 2e de La Suisse Vendéenne - 3e du Grand Prix Cristal Energie |  |

### Palmarès professionnel
- 2017
  - 2e de la Roue tourangelle

### Résultats sur les grands tours

#### Tour de France
4 participations
- 2018 : 120e
- 2019 : 121e
- 2020 : 117e
- 2024 : 90e

### Classements mondiaux
| Année                                 | 2013  | 2014 | 2015 | 2016  | 2017 | 2018  | 2019  | 2020 | 2021  | 2022 | 2023  | 2024  |
| ------------------------------------- | ----- | ---- | ---- | ----- | ---- | ----- | ----- | ---- | ----- | ---- | ----- | ----- |
| Classement mondial                    |       |      |      | 2181e | 503e | 1123e | 2236e | nc   | 1730e | 911e | 1844e | 1831e |
| UCI Europe Tour                       | 1034e | 743e | 546e | 1447e | 293e | 706e  | 1437e | nc   | 1191e | 667e | nc    | nc    |
|                                       |       |      |      |       |      |       |       |      |       |      |       |       |
| Légende : nc = non classéSource : UCI |       |      |      |       |      |       |       |      |       |      |       |       |